# Västerås Arena
Västerås Arena, numera Expandia Arena (tidigare Bombardier Arena och Västeråshallen) är en idrotts- och evenemangshall som ingår i Rocklunda IP på stadsdelen Rocklunda i Västerås. Arenan ligger i norra delen av Rocklunda.

## Historia
Hallen stod klar 1990 och hette under många år Västeråshallen. Från 1 mars 2008 byttes namnet till Bombardier Arena. Den 9 april 2020 ändrades namnet till Västerås Arena. och den 11 februari 2025 bytte den namn till Expandia Arena.

## Arenan
Arenan har tre hallar med en golvyta på totalt 3 000 kvadratmeter. Den största hallen (A-hallen) har en fast läktare med en publikkapacitet på 1 800 personer. Genom att även utnyttja det 1 500 kvadratmeter stora sportgolvet kan den ta ytterligare 1 000 sittande. I den största hallen finns även en klättervägg.
B-hallen har en sportyta på 500 kvadratmeter och C-hallen har 1 000 kvadratmeter sportyta samt 250 fasta sittplatser. Västerås Arena kan förvandlas från sporthall till konsertsal, middagssal eller mässlokal. På arenan finns tillgång till podiedelar, sidointäckningar, bakfonder, videoduk, videoprojektor och ljudanläggning.
Arenan är hemmaplan för handbollsklubben VästeråsIrsta HF. 1991 spelades SM-final i handboll i den då nybyggda Västeråshallen mellan Irsta HF och HK Drott. Arenan är även hemmaarena för Västerås enda cheerleading förening, Rising Cheer Athletics.